# Spiratinella
Spiratinella är ett släkte av snäckor. Spiratinella ingår i familjen Pyramidellidae.